# 10429 ван Верден
10429 ван Верден (10429 van Woerden) — астероїд головного поясу, відкритий 24 вересня 1960 року.
Тіссеранів параметр щодо Юпітера — 3,369.